# پولک‌پوست زمینی

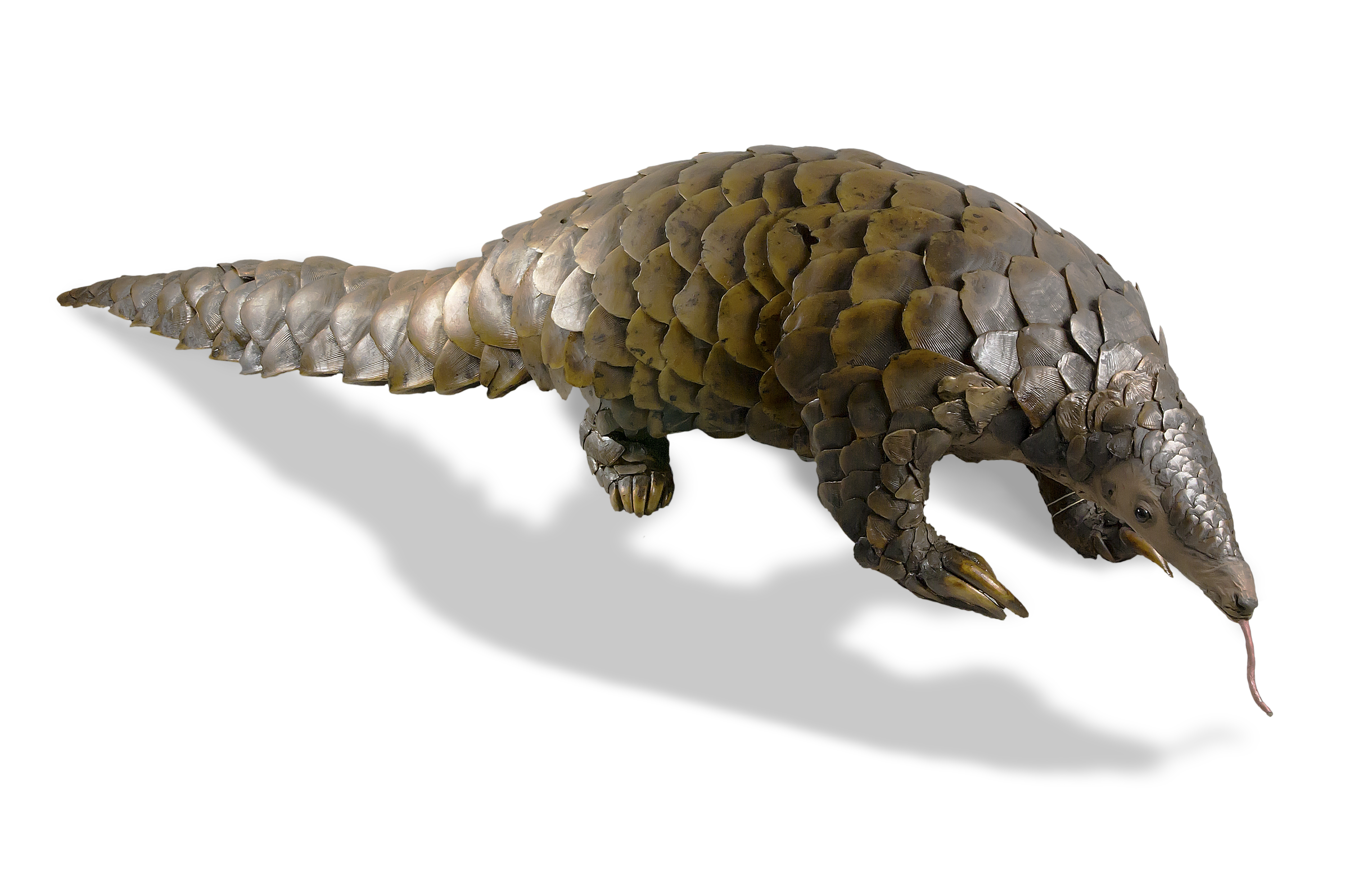
Manis temminckii

پولک‌پوست زمینی (نام علمی: Manis temminckii) نام یک گونه از سرده پولک‌پوست است.